# Gynoplistia latibasalis
Gynoplistia latibasalis là một loài ruồi trong họ Limoniidae. Chúng phân bố ở miền Australasia.